# Mike Tobey
Michael Edward Tobey (* 10. Oktober 1994 in Monroe, New York) ist ein US-amerikanisch-slowenischer Basketballspieler.

## Werdegang
Als Jugendlicher spielte Tobey für die Mannschaft der Don Bosco Preparatory High School in Ramsey (US-Bundesstaat New Jersey) sowie hernach jeweils ein Jahr an der Hotchkiss School in Connecticut und der Blair Academy in New Jersey. An der University of Virginia nahm er 2012 ein Studium im Fach Geschichte auf und spielte von 2012 bis 2016 für die Basketballmannschaft der Hochschule. Mit 138 Einsätzen setzte er sich in der ewigen Bestenliste der Hochschulmannschaft an die Spitze, Tobey erzielte in diesen Spielen Mittelwerte von 6,8 Punkten und 4 Rebounds je Begegnung.
Tobey blieb im Draftverfahren der NBA im Jahr 2016 unberücksichtigt, wurde aber Ende Juli 2016 von den Charlotte Hornets mit einem Vertrag ausgestattet. Im Oktober 2016 wurde er aus Charlottes Aufgebot gestrichen, Tobey spielte dann für die Mannschaft Greensboro Swarm (NBA G-League), die Charlotte als Reserve- und Ausbildungsmannschaft dient. Im Februar 2017 wurde er in Charlottes NBA-Aufgebot befördert, Tobey erhielt nacheinander zwei Verträge über jeweils zehn Tage und wurde in zwei NBA-Spielen eingesetzt.
Mitte März 2017 nahm Tobey ein Angebot des spanischen Erstligisten Valencia Basket an und wurde mit der Mannschaft spanischer Meister. Zu diesem Erfolg trug Tobey im Schnitt 5,3 Punkte je Begegnung bei. In der Sommerpause 2017 wechselte er innerhalb der Liga ACB zu Iberostar Tenerife. Nach guten Leistungen in der Saison 2017/18 (35 Einsätze: 11,1 Punkte, 6,6 Rebounds/Spiel) und dem Gewinn des Intercontinental Cups holte Valencia ihn im Sommer 2018 zurück. Im April 2019 gewann Tobey mit Valencia den europäischen Vereinswettbewerb EuroCup. In der Saison 2019/20 trat er mit der Mannschaft erstmals in der EuroLeague an.
Im Juli 2022 wurde er vom FC Barcelona unter Vertrag genommen. 2023 gewann er mit dem Verein die spanische Meisterschaft. Tobey wechselte in der Sommerpause 2023 zu KK Roter Stern Belgrad. Mit Roter Stern gewann er 2024 den serbischen Meistertitel sowie den Pokalwettbewerb und die Meisterschaft in der Adriatischen Basketballliga. Anschließend ging er in die spanische Liga ACB zurück, Tobey erhielt einen Vertrag vom CB Gran Canaria. Er stand mit der Mannschaft im April 2025 im europäischen Wettbewerb EuroCup in den Endspielen, unterlag aber dem israelischen Vertreter Hapoel Tel Aviv.

### Nationalmannschaft
2013 gewann Tobey mit der US-Nationalmannschaft die U19-Weltmeisterschaft. Nachdem er im Juni 2021 die slowenische Staatsangehörigkeit erhalten hatte, trug er im Folgemonat dazu bei, dass sich Sloweniens Nationalmannschaft einen Platz im Teilnehmerfeld der Olympischen Spiele sicherte. Beim olympischen Basketballturnier belegte er mit der Mannschaft den vierten Platz, Tobey war mit 13,7 Punkten je Begegnung drittbester Korbschütze der Slowenen, seine 10,5 Rebounds pro Spiel waren der Höchstwert der Teilnehmer des Basketballturniers.